# Tragus mongolorum
Tragus mongolorum là một loài thực vật có hoa trong họ Hòa thảo. Loài này được Ohwi miêu tả khoa học đầu tiên năm 1941.

## Hình ảnh

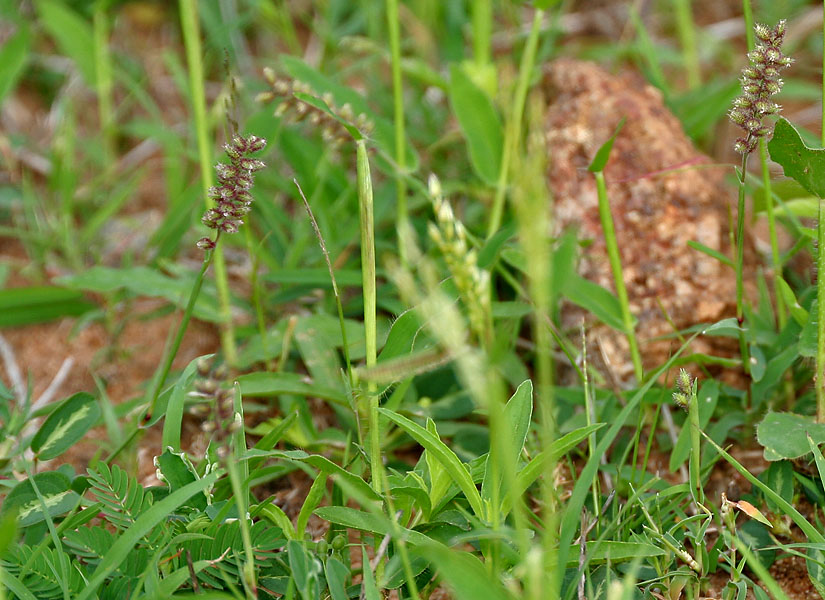
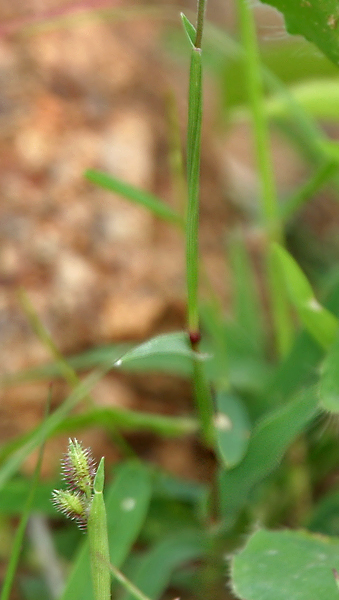